# Calodesma melanchroia
Calodesma melanchroia là một loài bướm đêm thuộc phân họ Arctiinae, họ Erebidae.